# Enasa
ENASA (Empresa Nacional de Autocamiones S.A.) fu un costruttore spagnolo di autoveicoli, incorporata nel 1946 con la Hispano-Suiza. Produsse autocarri civili e militari sotto il marchio Pegaso e, per breve tempo, Sava. Enasa fu statalizzata INI. Dal 1983 ENASA venne comprata dalla Seddon Atkinson, come compenso da parte della International Harvester per un mancato stabilimento mai realizzato. International Harvester uscì dal mercato dei motori per autocarri, mentre vi furono problemi di antitrust per l'adesione alla Comunità economica europea della Spagna. Nel 1990 ENASA viene venduta ad Iveco.